# Thunder Force
Thunder Force è una serie videoludica di genere shoot 'em up iniziata nel 1983 con la pubblicazione del primo capitolo, sviluppato e pubblicato da Technosoft, una casa di sviluppo nipponica. Dal 2016 Sega possiede i diritti della serie.

## Storia
Dopo il successo commerciale del primo capitolo - che, tuttavia, fu distribuito solo in Giappone - Technosoft decise di produrre altri capitoli di quella che sarebbe diventata una serie. Thunder Force fu valorizzata dall'editoria specializzata: SEGA si offrì di pubblicare il secondo, il terzo e il quarto capitolo in Europa e Nordamerica (Technosoft continuò a pubblicarli in Giappone).
Thunder Force V fu pubblicato nel 1997 - è stato il primo ad essere pubblicato su una console di Sony: la PlayStation, e l'ultimo ad essere stato sviluppato da Technosoft - e Thunder Force VI (PlayStation 2) risulta essere l'ultimo capitolo della serie, pubblicato e sviluppato da SEGA nel 2008.
Tutti i videogiochi successivi al primo hanno adottato uno stile differente dall'originale in quanto Kotori Yoshimura: la sua progettista principale, lasciò Technosoft e fondò la Arsys Software nel 1985.
Durante un evento al Tokyo Game Show 2016, SEGA ha annunciato di possedere i diritti di Thunder Force e di tutte le altre proprietà intellettuali di Technosoft.
Tra il 2018 e il 2020 anche Nintendo pubblicò il terzo e il quarto capitolo per Nintendo Switch. 

## Videogiochi

### Thunder Force
Thunder Force (サンダーフォース?, Sandā Fōsu) è uscito nel 1983 ed è il primo capitolo della serie. Sviluppato e pubblicato da Technosoft, esso ha introdotto le modalità di gioco basiche che sarebbero mutate nel corso dei capitoli successivi: sparare al nemico servendosi di una navicella spaziale (che varia nome). È stato inizialmente distribuito per la famiglia di computer: Sharp X1 e, successivamente, è apparso su Sharp MZ-1500, PC-6001 mkII e, nel 1985, su PC-88 mkII. Nel 1984, è stato distribuito per i computer FM-7 e PC-9801 come: Thunder Force Construction, con un componente aggiuntivo che consente ai giocatori di creare aree personalizzate, come un editor di livelli o un sistema di creazione di giochi.
La trama si svolge interamente nello spazio e vede la Galaxy Federation fronteggiare le truppe dell'impero ORN. ORN ha costruito una grande fortezza di asteroidi chiamata: "Dyradeizer", al fine di opporsi alla Galaxy Federation. Oltre alla sua elevata potenza di fuoco, Dyradeizer è supportato da generatori di scudi nascosti - da ORN -, che rendono invisibile la fortezza. Nel tentativo di distruggere Dyradeizer, la Galaxy Federation invia il suo combattente appositamente progettato: il FIRE-LEO (controllato dal giocatore), per localizzare e distruggere i generatori di scudi e sconfiggere Dyradeizer.
La struttura del gioco è composta da aree di scorrimento, aree libere e aree direzionali e la nave del giocatore è armata del colpo principale - per sparare ai bersagli aerei - e di una bomba - per sparare ai nemici a terra. Il gioco consiste nel far volare il FIRE-LEO sulle aree occupate dall'ORN, distruggendo le installazioni e le torrette nelle basi nemiche. Ogni area ha un certo numero di generatori di scudi nascosti sotto i bersagli nemici a terra; per completare un'area, tutti i generatori di scudi devono essere trovati e distrutti; il Dyradeizer apparirà temporaneamente e il giocatore dovrà distruggere una parte della sua struttura; una volta sconfitto il Dyradeizer, lo stesso scomparirà e il giocatore verrà portato nell'area successiva per ripetere il processo, fino a quando non completerà il gioco.

### Thunder Force II
Thunder Force II (サンダーフォースII?, Sandā Fosu II) è il secondo capitolo della serie (1988), il primo a essere stato pubblicato da SEGA in Europa e in Stati Uniti e Canada. È stato distribuito per computer Sharp X68000 e, un anno più tardi, è stato trasferito su Sega Mega Drive e distribuito come: MD Thunder Force II.
È stato uno dei sei titoli di lancio per l'uscita (su Mega Drive) negli Stati Uniti. Fu successivamente incluso nel volume 1 del pacchetto d'oro: Thunder Force, per Sega Saturn. In questo capitolo, la Galaxy Federation affronta il battaglione dell'impero ORN: il Plealos, servendosi di un nuovo modello della nave presente nel precedente capitolo: il FIRE LEO-02 Exceliza.

### Thunder Force III
Thunder Force III (サ ン ダ ー フ ォ ー ス III?, Sandā Fosu III) è il terzo capitolo della serie (1990), sviluppato e pubblicato da Technosoft per Sega Mega Drive. È stato ridistribuito come gioco arcade, chiamato: Thunder Force AC - che fu trasferito al Super Nintendo Entertainment System con il titolo "Thunder Spirits".
A 100 anni di distanza dal precedente capitolo, la Galaxy Federation schiera la nave: FIRE LEO-03 Styx e intraprende una guerra contro l'impero ORN, che ha piazzato dei dispositivi di occultamento per non essere rilevato e costruito Cerberus: una macchina assassina che funge da meccanismo di difesa remoto, per proteggersi.

### Thunder Force IV
Thunder Force IV (サンダーフォースIV?, Sandā Fosu IV) - conosciuto, in Nordamerica, come: Lightening Force: Quest for the Darkstar - è stato sviluppato e pubblicato da Technosoft in Giappone (1992) e da SEGA in Europa e Nordamerica (1993). Una versione del gioco per Nintendo Switch è stata ripubblicata nel 2018. Si tratta del quarto capitolo della serie.
Il giocatore assume il controllo di FIRE LEO-04 Rynes: il nuovo modello da battaglia della Galaxy Federation, la quale ha apparentemente vinto contro l'impero ORN. Tuttavia, quando la Federazione si accorge che dei computer dell'ORN che credeva distrutti sono stati soltanto danneggiati, intraprende una nuova guerra contro l'Impero, schierando Rynes in battaglia.

### Thunder Force V
Thunder Force V (サンダーフォースV?, Sandā Fosu V) è il quinto capitolo della serie e l'ultimo prodotto da Technosoft (1997). Nel 1998, il gioco è stato trasferito su PlayStation col nome di: Thunder Force V: Perfect System. A differenza dei precedenti giochi della serie, Thunder Force V offre poligoni per modellare le navi e alcuni sprite e scenari del tutto nuovi alla serie.
Nel 2106, dopo che FIRE LEO-04 Rynes è stato gravemente danneggiato a seguito di un'esplosione, la nave deriva verso il Sistema Solare e raggiunge l'Oort Cloud, dove viene salvata dalla distruzione grazie all'intervento di Sekika 3: una sonda di sicurezza europea costruita dal governo della Terra Unificata per l'esplorazione della nube.

### Thunder Force VI
Thunder Force VI (サンダーフォース VI?, Sandā Fosu VI) è il sesto e ultimo capitolo della serie nonché il primo a essere stato sviluppato da SEGA. È stato pubblicato esclusivamente in Giappone per PlayStation 2.
Dopo la distruzione dell'intelligenza artificiale nota come "Guardian", la Terra ritorna in un'epoca di prosperità e pace; tuttavia, tale periodo dura poco in quanto una razza extraterrestre nota come "Orn Faust" entra in contatto con la Terra e inizia a invaderla, lasciando la flotta della Terra Unificata impotente e quasi distrutta. Il governo scopre, dal suo rapporto di analisi, diversi strani manoscritti che accennano a una camera sotterranea sull'isola di Babel, dove era stato installato il Guardian. Gli scienziati della Terra Unificata progettano una nuova nave stellare chiamata "RVR-001 Phoenix", basata sulla tecnologia Vasteel (che la Galaxy Federation aveva usato per distruggere definitivamente l'impero ORN), per annientare gli Orn Faust e salvare l'umanità dall'estinzione.
I livelli sono dotati di elementi visivi 3D mentre si svolgono su un piano 2D, occasionalmente con lo zoom della telecamera spostabile dal giocatore. Il giocatore controlla un'astronave che deve arrivare alla fine di ogni livello distruggendo i nemici in arrivo ed evitando contatti con le loro munizioni o con i nemici stessi. All'inizio del gioco sono disponibili due astronavi: la RVR-001 Phoenix e la Rynex-R - entrambe con diverse armi, tempi di caricamento e stili di gioco; altre navi possono essere sbloccate procedendo nel gioco e completando obiettivi secondari. Il giocatore ha accesso a cinque diversi tipi di armi, ognuna con abilità e punti di forza diversi; a differenza dei precedenti capitoli della serie, il giocatore inizia con tutti i possibili potenziamenti, senza la necessità di collezionarli mentre procede attraverso i livelli - ma può perderli durante la partita. L'arma principale è il "CRAW", che può essere lanciato contro i nemici per creare potenti cariche elettriche che eliminano chiunque e qualunque cosa sia presente sulla mappa, se vi entrano in contatto. Altre armi, invece, includono un doppio colpo, un colpo all'indietro e un colpo in campo libero.
Il gioco è stato sviluppato con una prospettiva in 2.5D. Originariamente pensato per essere sviluppato per Dreamcast, la produzione di Thunder Force VI è stata avviata nel 2000, ma il gioco non fu mai pubblicato fino a 8 anni dopo. Furono considerate anche le versioni per Xbox One e PlayStation Portable, ma non furono mai realizzate. Il compositore del progetto ha composto la musica come parte di un album di colonna sonora, intitolato "NOISE Game Music Volume 3 - Broken Thunder", che comprende entrambi i brani del quinto e del sesto capitolo della serie.